# Матумла, Рашид
Рашид Али Хадж Матумла (суахили Rashid Ali Hadj Matumla; род. 26 июня 1968, Танга) — танзанийский боксёр, представитель нескольких весовых категорий от лёгкой до первой средней. Выступал за сборную Танзании по боксу в середине 1980-х — конце 1990-х годов, участник трёх летних Олимпийских игр. В 1993—2013 годах также боксировал на профессиональном уровне.

## Биография
Рашид Матумла родился 26 июня 1968 года в городе Танга, Танзания.

### Любительская карьера
Впервые заявил о себе в сезоне 1986 года, когда вошёл в основной состав танзанийской национальной сборной и выступил на Играх доброй воли в Москве, где, тем не менее, выбыл из борьбы за медали уже на предварительном этапе.
Благодаря череде удачных выступлений удостоился права защищать честь страны на летних Олимпийских играх в Сеуле — в категории до 63,5 кг благополучно прошёл первого соперника по турнирной сетке, тогда как во втором бою на стадии 1/16 финала потерпел досрочное поражение от советского боксёра Вячеслава Яновского, который в итоге и стал победителем этого олимпийского турнира.
В 1992 году выступил на чемпионате мира среди военнослужащих в Дании и отправился боксировать на Олимпийских играх в Барселоне — на сей раз выступал в категории до 60 кг и добрался до стадии четвертьфиналов, где его остановил монгол Намжилын Баярсайхан.
Выступал и на Олимпийских играх 1996 года в Атланте, где уже в стартовом поединке первого полусреднего веса проиграл канадцу Филлипу Будро.

### Профессиональная карьера
Более двадцати лет в период 1993—2013 годов Матумла боксировал на профессиональном уровне, хотя большинство боёв провёл в родной Танзании с малоизвестными соперниками, лишь изредка выезжая за рубеж. Претендовал на несколько второстепенных чемпионских поясов, но каких-то значимых титулов не имел. В общей сложности провёл на профи-ринге 72 поединка, из них 49 выиграл (в том числе 34 досрочно), 19 проиграл, тогда как в четырёх случаях была зафиксирована ничья.